# Christian Stock
Pour les articles homonymes, voir Stock (homonymie).
Christian Stock, né le 28 août 1884 à Darmstadt et mort le 13 avril 1967 à Seeheim-Jugenheim, est un homme politique allemand membre du Parti social-démocrate d'Allemagne (SPD).
Il est ministre-président de Hesse entre le 20 décembre 1946 et le 14 décembre 1950.